# Après-shampooing

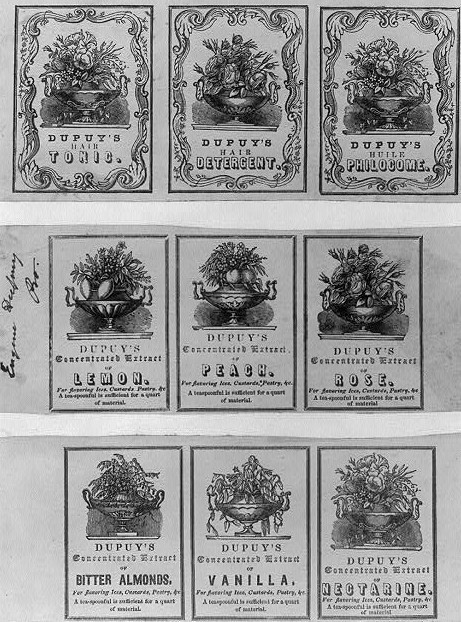
Une publicité américaine du XIXe siècle pour 9 après-shampooing de l'entreprise Dupuy.

Un après-shampooing (ou après-shampoing), ou parfois conditionneur, est un cosmétique destiné aux cheveux à utiliser après le shampoing. Ils permettent de faciliter le démêlage des cheveux.

## Usages
Les après-shampooings sont typiquement utilisés après le lavage des cheveux, d'où leur nom. Ils permettent d'avoir des cheveux plus soyeux, lisses et brillants.
Il en existe différentes sortes, selon la nature des cheveux.